# سیاهی دور چشم
سیاهی دور چشم یا هایپرپیگمانتاسیون دور چشم (به انگلیسی: Periorbital hyperpigmentation) که به عنوان حلقه‌های تیره ارثی نیز شناخته می‌شود، با پوست تیره‌تر دور چشم که به دلیل وجود ملانین بیش‌تر پدیدار می‌شود، مشخص می‌شود. این یک ویژگی ارثی بسیار رایج در انسان است و اغلب در افرادی با پوست تیره دیده می‌شود. سیاهی دور چشم در گروه سنی ۱۶ تا ۲۵ سال شایع‌تر است.